# Nicolas Hague
Nicolas „Nic“ Hague (* 5. Dezember 1998 in Kitchener, Ontario) ist ein kanadischer Eishockeyspieler, der seit Juni 2025 bei den Nashville Predators in der National Hockey League unter Vertrag steht. Zuvor war der Verteidiger sechs Jahre für die Vegas Golden Knights aktiv, mit denen er in den Playoffs 2023 den Stanley Cup gewann.

## Karriere
Nicolas Hague wurde in Kitchener geboren und spielte dort in seiner Jugend unter anderem für die Kitchener Jr. Rangers sowie die Kitchener Dutchmen. Mit Beginn der Saison 2015/16 wechselte er in die Ontario Hockey League (OHL), die höchste Juniorenliga seiner Heimatprovinz, zu den Mississauga Steelheads, die ihn in der OHL Priority Selection des Jahres 2014 an 29. Position ausgewählt hatten. In seinem ersten Jahr wurde der Verteidiger ins OHL Second All-Rookie Team gewählt und darüber hinaus für seine schulischen Leistungen mit der Bobby Smith Trophy geehrt. Im Folgejahr steigerte er seine persönliche Statistik auf 46 Scorerpunkte aus 65 Spielen und erreichte mit den Steelheads das Finale um den J. Ross Robertson Cup, in dem die Mannschaft jedoch den Erie Otters mit 1:4 unterlag. Im folgenden NHL Entry Draft 2017 wurde er an 34. Position von den neu gegründeten Vegas Golden Knights berücksichtigt. Zur Spielzeit 2017/18 übernahm der Kanadier das Amt des Mannschaftskapitäns in Mississauga und verbesserte seine Offensivleistungen abermals deutlich, so führte er alle Verteidiger der OHL mit 35 Treffern an und verzeichnete insgesamt 78 Punkte. Daher zeichnete man ihn mit der Max Kaminsky Trophy als besten Abwehrspieler der Liga aus und wählte ihn ins OHL First All-Star Team, bevor ihn auch die gesamte Canadian Hockey League (CHL) als CHL Defenceman of the Year ehrte.
Nachdem Hague bereits im September 2017 einen Einstiegsvertrag bei den Vegas Golden Knights unterzeichnet hatte, gab er gegen Ende der Saison 2017/18 sein Profidebüt bei deren Farmteam, den Chicago Wolves aus der American Hockey League (AHL). Dort verbrachte er in der Folge die gesamte Spielzeit 2018/19, an deren Ende er mit den Wolves das Finale um den Calder Cup bestritt und sich dort jedoch den Charlotte Checkers geschlagen geben musste. Zu Beginn der Folgesaison 2019/20 debütierte der Abwehrspieler für die Golden Knights in der National Hockey League (NHL) und kommt dort seither regelmäßig zum Einsatz. Im Oktober 2022, kurz vor dem Beginn der Saison 2022/23, unterzeichnete er als Restricted Free Agent einen neuen Dreijahresvertrag in Vegas, der ihm ein durchschnittliches Jahresgehalt von ca. 2,3 Millionen US-Dollar einbringen soll. Am Ende der Folgesaison 2022/23 gewann er mit dem Team in den Playoffs 2023 den ersten Stanley Cup der Team-Historie.
Nach sechs Jahren in Las Vegas wurde Hague im Juni 2025 samt einem konditionalen Drittrunden-Wahlrecht im NHL Entry Draft 2027 an die Nashville Predators abgegeben. Aus dem Wahlrecht wird eines für die zweite Runde des gleichen Drafts, falls Vegas in den Playoffs 2026 mindestens das Conference-Finale erreicht. Im Gegenzug sandten die Predators Jérémy Lauzon und Colton Sissons zu den Golden Knights, wobei sie bei Sissons weiterhin die Hälfte seines Gehalts übernahmen.

### International
Hague bestritt mit der World U-17 Hockey Challenge 2014 im November sein erstes internationales Turnier und belegte dort mit dem Team Canada White den fünften Platz. Anschließend gehörte er der kanadischen Auswahl bei der U18-Weltmeisterschaft 2016 an, die mit dem vierten Rang die Medaillenränge ebenfalls verpasste.

## Erfolge und Auszeichnungen
| - 2016 Bobby Smith Trophy - 2016 OHL Second All-Rookie Team - 2018 Max Kaminsky Trophy | - 2018 OHL First All-Star Team - 2018 CHL Defenceman of the Year - 2023 Stanley-Cup-Gewinn mit den Vegas Golden Knights |

## Karrierestatistik
Stand: Ende der Saison 2024/25

### International
Vertrat Kanada bei:
- World U-17 Hockey Challenge 2014 (November)
- U18-Weltmeisterschaft 2016

(Legende zur Spielerstatistik: Sp oder GP = absolvierte Spiele; T oder G = erzielte Tore; V oder A = erzielte Assists; Pkt oder Pts = erzielte Scorerpunkte; SM oder PIM = erhaltene Strafminuten; +/− = Plus/Minus-Bilanz; PP = erzielte Überzahltore; SH = erzielte Unterzahltore; GW = erzielte Siegtore; 1 Play-downs/Relegation; Kursiv: Statistik nicht vollständig)